# متیو سوسمن
متیو سوسمن (به انگلیسی: Matthew Sussman) (زاده ۸ مارس ۱۹۵۸) بازیگر آمریکایی است.
از فیلم‌های معروف او می‌توان به بازی در فیلم تصویر کامل، ۱۳ ماه و ایلومیناتا اشاره کرد.